# Chan Chin-wei

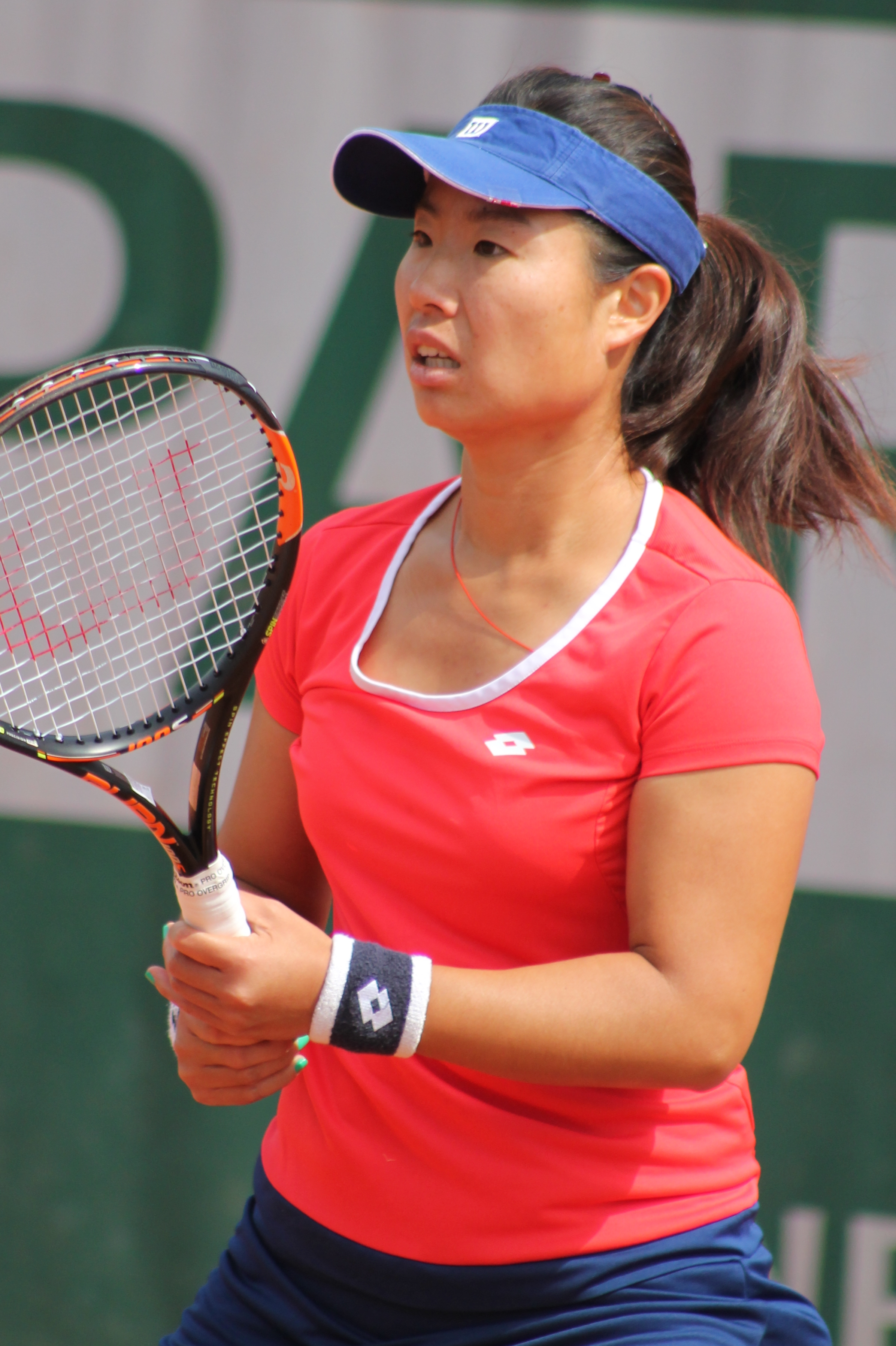
Chan Chin-wei no Torneio de Roland Garros de 2015.

Chan Chin-wei (Kaohsiung, 8 de Janeiro de 1985) é uma tenista profissional taiwanesa.

## WTA e WTA 125 Series Finais

### Duplas: 5 (2–3)
| Legenda (pre/pos 2009)                       |
| -------------------------------------------- |
| Grand Slam (0–0)                             |
| WTA Tour (0–0)                               |
| Tier I / Premier Mandatory & Premier 5 (0–0) |
| Tier II / Premier (0–0)                      |
| Tier III, IV & V / International (1–2)       |
| WTA 125s torneios (1–1)                      |

| Posição | N. | Data             | Torneio              | Piso | Parceira          | Oponentes                                      | Placar           |
| ------- | -- | ---------------- | -------------------- | ---- | ----------------- | ---------------------------------------------- | ---------------- |
| Vice    | 1. | 5 Agosto 2007    | Stockholm, Suécia    | Duro | Tetiana Luzhanska | Anabel Medina Garrigues Virginia Ruano Pascual | 1–6, 5–7, [6–10] |
| Vice    | 2. | 24 Setembro 2011 | Guangzhou, China     | Duro | Han Xinyun        | Hsieh Su-wei Zheng Saisai                      | 2–6, 1–6         |
| Campeã  | 1. | 22 Setembro 2013 | Seoul, Coreia do Sul | Duro | Xu Yifan          | Raquel Kops-Jones Abigail Spears               | 7–5, 6–3         |
| Vice    | 3. | 27 Julho 2014    | Nanchang, China      | Duro | Xu Yifan          | Junri Namigata Chuang Chia-jung                | 6–7(4–7), 3–6    |
| Winner  | 2. | 6 Setembro 2014  | Suzhou, China        | Duro | Chuang Chia-jung  | Misa Eguchi Eri Hozumi                         | 6–1, 3–6, [10–7] |